# カラスコ・ポロ・クルブ
カラスコ・ポロ・クルブ（西: Carrasco Polo Club）は、ウルグアイのモンテビデオを拠点とするスポーツクラブ。ラグビーチームが特に有名である。

## 概要
1933年創設。クラブ名のポロは、活動の起源であるポロ競技に由来する。
ラグビーチームは国内有数の強豪で、オールド・ボーイス、オールド・クリスティアンスと共に3強を形成している。カンペオナート・ウルグアージョ（国内リーグ）の優勝回数は歴代最多。国内リーグには1950年に開催されたカンペオナート・カルロス・E・カット（Campeonato Carlos E. Cat）から参加している。1990シーズンから2006シーズンにかけて、カンペオナート・ウルグアージョで17連覇を達成した。
ラグビーワールドカップ2003のウルグアイ代表には、カラスコ・ポロから12人の選手を供給した。また、ウルグアイ代表で主将・監督を歴任し、2019年にウルグアイ人として初めてラグビー殿堂入りを果たしたディエゴ・オルマエチェアは、20年を超える現役キャリアの全てをカラスコ・ポロでプレーした。

## タイトル
- カンペオナート・ウルグアージョ
  - 優勝 28回（1952[注 2], 1961, 1966, 1981, 1983, 1990, 1991, 1992, 1993, 1994, 1995, 1996, 1997, 1998, 1999, 2000, 2001, 2002, 2003, 2004, 2005, 2006, 2008, 2009, 2011, 2012, 2014, 2020）

## 歴代所属選手
- ディエゴ・オルマエチェア(Diego Ormaechea)
- オスカル・ドゥラン(Oscar Durán)
- ヘロニモ・エチェベリ(Jerónimo Etcheverry)
- サンティアゴ・ジベルノー(Santiago Gibernau)